# Dyschirius fleischeri
Dyschirius fleischeri is een keversoort uit de familie van de loopkevers (Carabidae). De wetenschappelijke naam van de soort is voor het eerst geldig gepubliceerd in 1904 door Sainte-Claire Deville.